# Vråkulturen

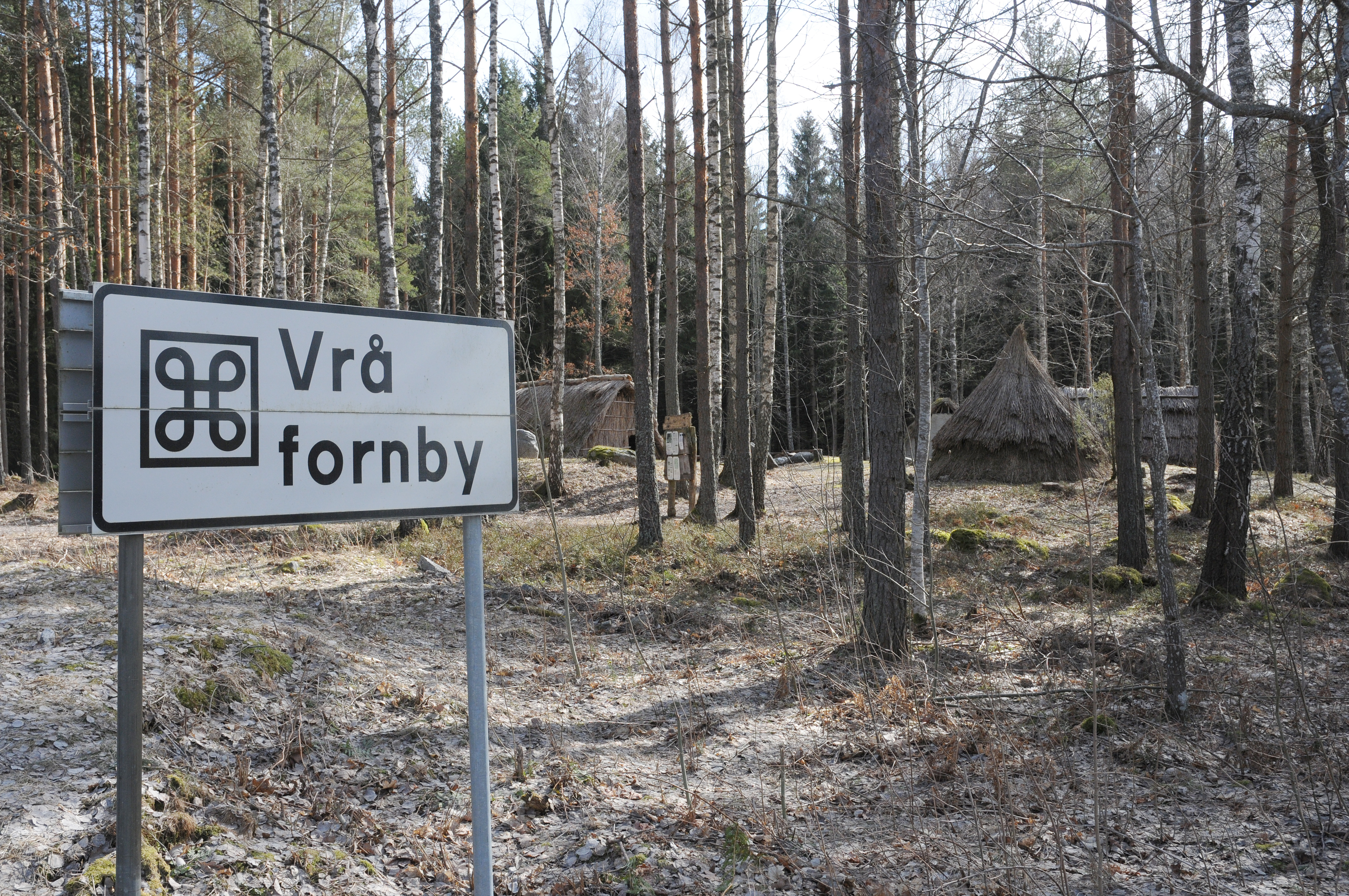
Vrå fornby

Vråkulturen eller Vråkeramik är en tidigneolitisk samling av boplatser i Södermanland. Ibland räknas kulturen till trattbägarkeramik.

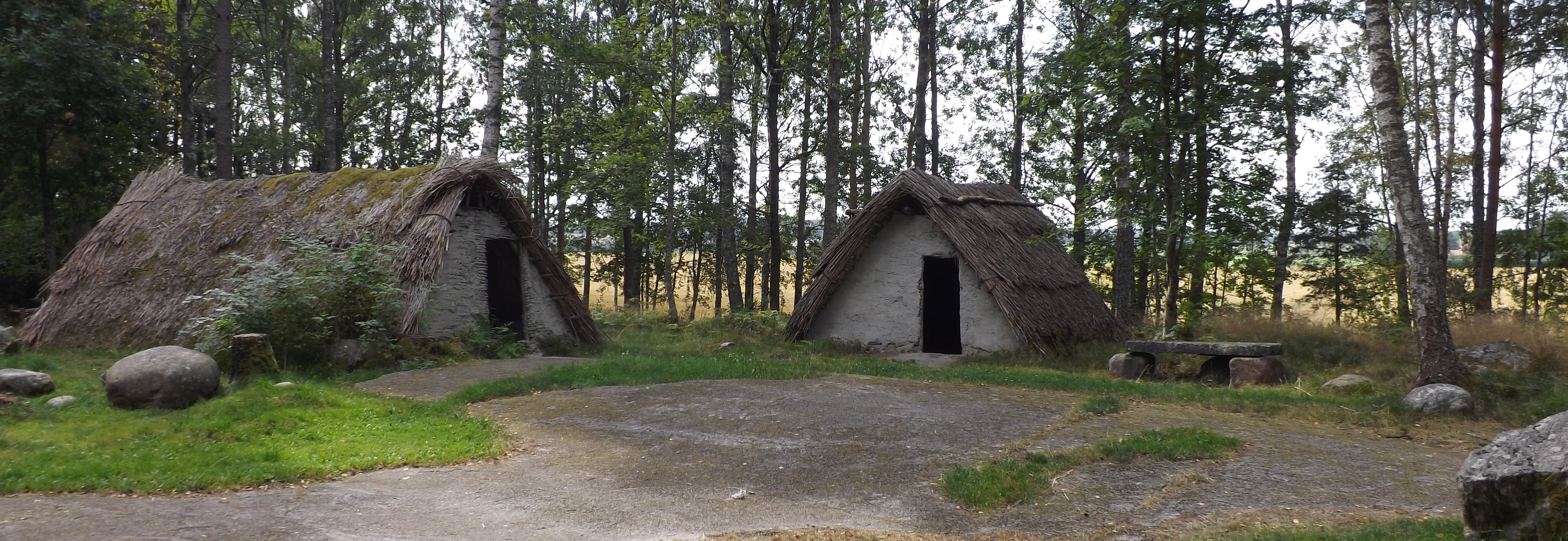
Ett par av de rekonstruerade hyddorna i Vråbyn, Stora malm

År 1935 återfann Sten Florin en boplats vid torpet Lilla Vrå, i Stora Malms socken öster om Katrineholm i Södermanland. Boplatsen hade rektangulära husgrunder av sten samt stenverktyg, malstenar och krukskärvor. Litteraturen talar också om Vråkeramik. Den tidigaste keramiken (trattbägare) återfanns på boplatsen vid Mogetorp, Stora Malms socken, strax väster om Katrineholm. Kärlen har snör- och stämpelintryck samt runda bottnar. De är tillverkade av kalkfri lera med magring av krossad granit. 
Mogetorps boplats ligger högt vid Littorinahavets högsta gränslinje. Benmaterialet är nästan förmultnat. I Lilla Vrå har också benmaterialet delvis förmultnat, men man har kunnat dra slutsatser att stenåldersbefolkningen där livnärt sig av fiske, jakt, boskapsskötsel och odling. Keramiken här är i jämförelse med Mogetorp rikare och med mer varierad dekor. Färgen på kärlen är ej från grågul till gråsvart utan från grågul till brungul.
Boplatsen vid Brokvarn i Turinge väster om Södertälje representerar den yngsta fasen i Vråkulturen. Keramiken har flata bottnar och påminner om gropkeramik. Ibland är mynningsranden försedd med finger- och nagelintryck. Färgen på kärlen är från gulbrun till gråbrun.
Även vid Malma hed i Malmköping återfinns en boplats tillhörande Vråkulturen.